# Pilate (Haiti)
Pilate, in creolo haitiano Pilat, è un comune di Haiti facente parte dell'arrondissement di Plaisance nel dipartimento del Nord.